# Apegus biroi
Apegus biroi är en stekelart som beskrevs av Szabó 1969. Apegus biroi ingår i släktet Apegus och familjen Scelionidae. Inga underarter finns listade i Catalogue of Life.